# サイバーソリューションズ
サイバーソリューションズ株式会社（英文社名：CyberSolutions Inc.）は、東京都港区に本社を置くEメール関連のアプリケーション開発、販売を主要事業とするソフトウェアメーカーである。

## 沿革
- 2000年（平成12年）1月 - 東京都渋谷区にサイバーソリューションズ株式会社を設立
- 2000年（平成12年）2月 - 東京都中央区に移転
- 2008年（平成20年）6月 - 関西オフィス開設
- 2012年（平成24年）11月 - 東京都港区に移転
- 2025年（令和 7年）2月 - 東京都港区芝浦（現住所）に移転

## 事業所
- 本社

〒108-0023　東京都港区芝浦3-4-1 グランパークタワー34階
- 関西オフィス

〒530-0001　大阪府大阪市北区梅田1丁目11番4‐1600号　大阪駅前第4ビル16F

## 事業内容
- ソフトウェア事業 - 下記自社製品の開発、販売、保守サポート、クラウドサービスの提供を行っている。

「CYBERMAILΣ」 - クラウド型メール＆コミュニケーションサービス
「CYBERCHAT」　- クラウド型ビジネスチャット
「ENTERPRISEAUDITΣ」 - クラウド型メールアーカイブサービス
「MAILGATESΣ」 - クラウド型メールセキュリティサービス
「Cloud Mail SECURITYSUITE」- Microsoft 365 & Google Workspace向けクラウド型メールセキュリティサービス
「EMERGENCYMAIL」 - Microsoft 365 & Google Workspace向けクラウド型BCP専用サービス
「CyberMail」 - Webメール搭載・メールサーバシステム
「MailGates」 - アンチスパム＆暗号化メールシステム
「Enterprise Audit」- eDiscovery対応メール&チャット監査・アーカイブシステム
「CyberMail-CDR」 - メール無害化システム
「CYBERMAILΣ-ST」 - クラウド型メール無害化サービス
「SecureDrive」 - 大容量ファイル転送サービス
「SecureCommunicationONE」 - メールサーバ一付属グループウェア

## 主要代理店・販売店
- 株式会社インテック
- 日本電気株式会社
- NECネクサソリューションズ株式会社
- NECネッツエスアイ株式会社
- 株式会社大塚商会
- 株式会社オービック
- 兼松エレクトロニクス株式会社
- キヤノンマーケティングジャパン株式会社
- 株式会社QUICK電子サービス
- コクヨオフィスシステム株式会社
- ジェイズ・コミュニケーション株式会社
- 新日鉄ソリューションズ株式会社
- 株式会社ソフトクリエイト
- 大興電子通信株式会社

- 都築電気株式会社
- 株式会社ディーネット
- 日商エレクトロニクス株式会社
- 日本情報通信株式会社
- JBCC株式会社
- 株式会社PFU
- 株式会社ビック東海
- 富士フイルムビジネスイノベーション株式会社
- 株式会社富士通エフサス
- 富士通システムソリューションズ
- 富士ソフト株式会社
- 丸紅インフォテック株式会社
- 株式会社三菱電機ビジネスシステム
- 株式会社リコー

## 加盟団体
- 特定非営利活動法人ASP・SaaSインダストリ･コンソーシアム
- 財団法人地方自治情報センター（賛助会員）
- 特定非営利活動法人日本セキュリティネットワーク協会
- 社団法人日本インターネットプロバイダー協会